# Hitoshi Nakata
Hitoshi Nakata (japanisch 中田 仁司 Nakata Hitoshi; * 17. Januar 1962 in der Präfektur Osaka) ist ein ehemaliger japanischer Fußballspieler und -trainer.

## Karriere
Nakata erlernte das Fußballspielen in der Schulmannschaft der Nihon University High School und der Universitätsmannschaft der Tokai-Universität. Seinen ersten Vertrag unterschrieb er 1984 bei Fujita Industries. Der Verein spielte in der höchsten Liga des Landes, der Japan Soccer League. 1985 und 1988 erreichte er das Finale des Kaiserpokal. Am Ende der Saison 1989/90 stieg der Verein in die Division 2 ab. Für den Verein absolvierte er 66 Ligaspiele. 1991 wechselte er zum Ligakonkurrenten Otsuka Pharmaceutical. Ende 1993 beendete er seine Karriere als Fußballspieler.

## Erfolge
Fujita Industries
- Kaiserpokal

Finalist: 1985, 1988